# Resolutie 162 Veiligheidsraad Verenigde Naties
Resolutie 162 van de Veiligheidsraad van de Verenigde Naties werd op 11 april 1961 aangenomen als tweede resolutie dat jaar. De goedkeuring verliep met acht stemmen voor, geen tegen en drie onthoudingen van Ceylon, de Sovjet-Unie en de Verenigde Arabische Republiek. De resolutie riep Israël op zich te schikken naar een beslissing van de commissie die toezag op de wapenstilstand met Jordanië.

## Achtergrond
Israël had onder meer met buurland Jordanië een wapenstilstand getekend. Daar hielden echter niet alle partijen zich altijd aan. Er was in resolutie 127 reeds eerder gevraagd dat de acties binnen de demarcatielijnen zouden worden stopgezet.
Op 17 maart 1961 had Israël met verschillende tanks en stuks artillerie de demarcatielijn in Jeruzalem overschreden. De klacht van Jordanië was hierop door militaire waarnemers van de Verenigde Naties onderzocht. De Israëlisch-Jordaanse Gemengde Wapenstilstandscommissie concludeerde dat het staakt-het-vuren was geschonden en riep Israël op geen dergelijke zware wapens meer naar Jeruzalem te brengen.
Israël liet weten dat de legervoertuigen in Jeruzalem waren ter gelegenheid van de jaarlijkse parade voor de onafhankelijkheid, die op 20 april 1961 zou worden gehouden. Ze hadden geen munitie bij en brachten geenszins de vrede in gevaar. Jordanië had het voorbije jaar verschillende keren pantserwagens en straaljagers naar de stad gebracht voor speciale gelegenheden. Volgens Israël probeerde Jordanië na een lange periode van relatieve rust de spanningen aan de grens op te drijven.

## Inhoud
De Veiligheidsraad had de op 1 april neergelegde klacht van Jordanië overwogen. Er werd akte genomen van de beslissing van de Israëlisch-Jordaanse Gemengde Wapenstilstandscommissie van 20 maart. De beslissing van de Commissie werd gesteund. Israël werd aangespoord zich te schikken naar deze beslissing. Aan de leden van de Commissie werd gevraagd samen te werken, ter verzekering dat het wapenstilstandsakkoord nageleefd zou worden.

## Verwante resoluties
- Resolutie 127 Veiligheidsraad Verenigde Naties (1958)
- Resolutie 250 Veiligheidsraad Verenigde Naties (1968)

Lijst ·  161 ·  162 ·  163 ·  164 ·  165 ·  166 ·  167 ·  168 ·  169 ·  170